# クィンタペッド
クィンタペッドは、ハリー・ポッターシリーズに登場する茶色の体毛に5本の足を持つ危険な魔法生物。

## 生態
クィンタペッドはスコットランド北部のドレア島にのみ生息する魔法生物である。ヒトの肉を好み、ヒトに対しての敵対心が強いことから島への出入りは制限されていた。

## 歴史
伝説ではクィンタペッドの起源は、ドレア島に住んでいた2つの魔法使いの家族マクリアート家とマクブーン家に由来する。ある夜、それぞれの一家の長デュガルド・マクリアートとクインティウス・マクブーンは酒に酔った勢いで決闘になり、デュガルドは死亡した。報復としてデュガルドは死に際にクインティウスとマクブーン家の家族を5本腕の怪物に変身させた。しかし、かえって危険な生物に変身させたことから今度はデュガルドとマクリアート家が皆殺しにされてしまった。
魔法生物規制管理部は何度もクィンタペッドの変身を解こうと試みるも激しい抵抗にあい、クィンタペッドが本当にマクブーン家の人間なのかは証明できていない。

## 登場作品
- ハリー・ポッターと謎のプリンス（骨として登場）
- ポッターモア
- ハリー・ポッター：ホグワーツの謎